# S/2025 U 1
Ten artykuł dotyczy trwającego wydarzenia. Informacje w nim zamieszczone mogą się zmienić lub zdezaktualizować wraz z postępem zdarzenia, a początkowe doniesienia mogą być niepewne. Ostatnie zmiany tego artykułu mogą nie odzwierciedlać najbardziej aktualnych informacji.
S/2025 U 1 – jeden z najmniejszych znanych księżyców Urana, o szacowanej średnicy od 8 do 10 kilometrów. Odkrycie księżyca ogłoszono 19 sierpnia 2025 roku przez zespół astronomów kierowany przez Maryame El Moutamid, która zidentyfikowała księżyc na zdjęciach wykonanych 2 lutego 2025 roku za pomocą instrumentu NIRCam Teleskopu Kosmicznego Jamesa Webba.
Księżyc S/2025 U 1 krąży wokół Urana w odległości około 56250 kilometrów od jego centrum, między orbitami Ofelii i Bianki, z okresem orbitalnym wynoszącym 9,6 godziny. Podobnie jak inne wewnętrzne księżyce tej planety, porusza się po niemal kołowej orbicie w płaszczyźnie równikowej Urana. Z uwagi na niewielkie rozmiary, księżyc jest niezwykle słabo widoczny, a jego jasność pozorna w paśmie bliskiej podczerwieni wynosi 25,5 magnitudo, co sprawia, że jest zbyt słaby, aby mógł zostać dostrzeżony przez Kosmiczny Teleskop Hubble’a czy sondę Voyager 2.

## Orbita
S/2025 U 1 jest czternastym znanym członkiem grupy wewnętrznych księżyców Urana, obejmującej niewielkie księżyce krążące wewnątrz orbit pięciu największych księżyców planety (Mirandy, Ariela, Umbriela, Tytanii i Oberona). Jego orbita jest niemal kołowa i jest ona położona w płaszczyźnie równikowej Urana oraz przebiega w odległości około 56250 kilometrów od jego centrum z okresem orbitalnym wynoszącym 9,6 godziny. S/2025 U 1 znajduje się poza głównym systemem pierścieni Urana, pomiędzy orbitami Ofelii i Bianki. Zdaniem odkrywczyni Maryame El Moutamid, niemal kołowa orbita wskazuje, że księżyc powstał w pobliżu swojego obecnego położenia.